# 석수체육공원
석수체육공원(石水體育公園, Seoksu Sports Park)은 대한민국 경기도 안양시에 있는 스포츠 시설이다. 인조잔디 필드가 갖춰진 축구 경기장이 설치되어 있으며, 2006년 5월에 준공되었다.

## 참고 문헌
- 〈석수체육공원〉. 《두피디아》. 두산.
- “석수체육공원”. 안양시청.
- 《전국 공공체육 시설 현황 (2017년말 기준)》. 대한민국 문화체육관광부. 2019.